# Myosaurus gracilis
Myosaurus gracilis è un terapside estinto, appartenente ai dicinodonti. Visse nel Triassico inferiore (circa 251 - 248 milioni di anni fa) e i suoi resti fossili sono stati ritrovati in Sudafrica e in Antartide. 

## Descrizione
Questo animale era di piccole dimensioni: il cranio era lungo solo circa 5 centimetri di lunghezza. Myosaurus era un dicinodonte che, come molti membri di questo gruppo, possedeva due zanne superiori e un becco simile a quello di una tartaruga. Era caratterizzato da una regione intertemporale piuttosto larga, ampia una volta e mezzo la regione interorbitale. Era presente un grande foro parietale. Il muso era ben sviluppato, e le ossa frontali erano allungate. Per alcune caratteristiche del cranio, Myosaurus richiamava il più antico Cistecephalus del Permiano, dalle abitudini fossorie, ma possedeva ancora un osso preparietale. 

## Classificazione
Myosaurus era un dicinodonte relativamente arcaico e poco specializzato, malgrado la tarda apparizione nell'orizzonte stratigrafico. Myosaurus è solitamente considerato un membro di una famiglia a sé stante (Myosauridae) o un membro basale del gruppo degli Emydopoidea, comprendente numerose altre forme di piccole dimensioni come Emydops, Digalodon e i cistecefalidi. 
Myosaurus gracilis venne descritto per la prima volta nel 1917 da Haughton, sulla base di resti fossili ritrovati in terreni del Triassico inferiore in Sudafrica; altri fossili attribuiti a questa specie sono stati ritrovati in Antartide in terreni coevi, a testimonianza dell'unione dei due continenti nel Triassico.